# Barnes Review
The Barnes Review — американський журнал, заснований в 1994 році одним з ультраправих американських політиків Віллісом Карто. Основний напрямок — історичний ревізіонізм і заперечення Голокосту. Журнал визначає себе як такий, що викриває історичні міфи та брехні. На сайті журналу зазначено, що «Barnes Review — журнал націоналістичної думки і історії» (англ. A journal of nationalist thought & history). Також там пояснюється спрямованість журналу:
«Реальна історія не є пропагандою, призначеною для формування поглядів читачів, які нічого не підозрюють щодо поточних проєктів майстрів ЗМІ. На жаль, американці показують превелике незнання минулого і, таким чином, є легко маніпульованими спеціальними інтересами еліти».
Журнал виходить один раз на два місяці англійською мовою. Частина номерів і окремих статей доступна для безкоштовного звантаження на сайті журналу.
Журнал був названий на честь американського історика і ревізіоніста Голокосту Гаррі Елмера Барнса (англ.).